# Фторопласты
Фторопласты (фторлоны) — техническое (непатентованное) название фторсодержащих полимеров в СССР, РФ. К фторопластам относятся политетрафторэтилен — фторопласт-4, политрифторхлорэтилен — фторопласт-3, поливинилиденфторид — фторопласт-2, а также сополимеры фторпроизводных этилена с фторолефинами, этиленом и другие.

## История

### Фторопласты в СССР
Первые фторполимеры попали в СССР на американской военной технике, поставлявшейся по лендлизу из США в годы Великой Отечественной войны в составе различных уплотнений и подшипников.
В марте 1947 года в Ленинграде в Научно-исследовательском институте полимеризованных пластиков (НИИПП) были начаты работы по созданию советских фторопластов. Решением ЦК КПСС была создана лаборатория № 1 при этом же институте, которую возглавил основоположник российских фторполимеров — Лев Викентьевич Черешкевич. Параллельно в государственном институте прикладной химии (ГИПХ) (Ленинград) был разработан процесс получения тетрафторэтилена. Он был получен на опытной установке ГИПХа. Сырьё для получения тетрафторэтилена — хлордифторметан (хладон 22) поставлял завод № 752 (будущий Кирово-Чепецкий химический комбинат им. Б. П. Константинова). Первую партию фторопласта-4 получили на экспериментальном заводе НИИПП в реакторе-полимеризаторе объёмом 130 литров.
В 1948 году постановлением Совета Министров СССР была поставлена задача освоить производство политетрафторэтилена в количестве 100 т.
В 1949 году в НИИПП уже работало первое в стране опытное производство фторопласта-4, за ним в 1953—56 годах последовали фторопласт-3 (политрифторхлорэтилен), сополимеры фторопласта-40, фторопласт-42, фторопласт-3М.
Промышленное производство фторопластов решено было строить на заводе № 752 в Кирово-Чепецке.
С сентября 1956 года производство тетрафторэтилена и политетрафторэтилена в Кирово-Чепецке было пущено в работу.
На Кирово-Чепецком химическом комбинате им. Б. П. Константинова были созданы производства фторолефинов — фтористого винилидена, трифторхлорэтилена, гексафторпропилена и ряда полимеров и сополимеров (фторопластов) на их основе.
В 1961 году вышел проект строительства производства фторопластов на заводе № 749 в г. Перми (ОАО «Галоген»). В 1962 году объём производства фторопласта-4 достиг 4800 т, а с 1968 года начались поставки продукта на экспорт.Изначально в СССР существовал запрет на экспорт фторполимеров.

## Ассортимент выпускаемых фторопластов[3]
Фторопласт-4 — политетрафторэтилен, ГОСТ 10007. Аналоги: TEFLON 7, FLUON G 163, 190, ALGOFLON F, HOSTAFLON TF 1702, POLYFLON M 12,14. Выпускается несколько марок в зависимости от среднего размера частиц:
- Ф-4 — (100—180) мкм;
- Ф-4ПН-90 — (46—135) мкм;
- Ф-4ПН-40 — (21—45) мкм;
- Ф-4ПН-20 — (6—20) мкм.

Фторопласт-4М (Ф-4М), ТУ 2213-054-00203521-99. Является продуктом полимеризации тетрафторэтилена с введением небольшого количества модификатора, повышающего прочность полимера. Выпускаются следующие марки: Ф-4М; Ф-4МЛ; Ф-4МТ; Ф-4МО; Ф-4МН.
- Ф-4МБ, ТУ 301-05-73 — сополимер тетрафторэтилена с гексафторпропиленом. Аналоги: TEFLON FEP, NEOFLON FEP, HOSTAFLON. Ф-4МБ способен перерабатываться методом экструзии и литья под давлением.

Фторопласт-4Д (Ф-4Д), ГОСТ 14906 "ФТОРОПЛАСТ-4Д. Технические условия". Аналоги: TEFLON 6, FLUON CD, POLYFLON F 103, 104. Представляет собой тонкодисперсную модификацию политетрафторэтилена с меньшим молекулярным весом, чем Ф-4. Ф-4Д в отличие от Ф-4 легко перерабатывается экструзией. На основе Ф-4Д можно готовить суспензии. Из суспензии Ф-4D получают волокна, плёнки, покрытия. Выпускаются следующие марки: марка «Ш»; марка «Л»; марка «Э»; марка «Т»; марка «У».
Фторопласт 4А (Ф-4А), ТУ 6-05-1999. Аналоги: TEFLON 8, FLUON G307, HOSTAFLONTF 1640, POLYFLON M30. Ф-4А является свободно-сыпучим полимером. Ф-4А служит для получения изделий точного размера методом прессования или плунжерной экструзии.
Фторопласт-4HTD-2 — низкомолекулярный тонкодисперсный фторопласт-4 с размером частиц 5—30 мкм. Фторопласт-4HTD-2 предназначен для использования в качестве сухой смазки в узлах трения, наполнителя пластмасс, каучуков, загустителя масел и пластичных смазок.
Фторопласт-40 (Ф-40), ТУ 301-05-17 — сополимер тетрафторэтилена с этиленом. Аналоги: TEFZEL, HOSTAFLONET, NEOFLON ETFE.
Фторопласт-42 — сополимер тетрафторэтилена и фтористого винилидена. Растворим в кетонах, сложных эфирах и диметилформамиде.
Фторопласт-2М (Ф-2М). Ф-2М — модифицированный полимер винилиденфторида. Выпускаются следующие марки Ф-2М: в гранулах «А», «Б», «Ж», в виде порошка «В», «Г», «Д», «Е».
Ф-2М легко сваривается и перерабатывается из расплава всеми известными для термопластов способами.
Фторопласт-3 (Ф-3) — политрифторхлорэтилен, ГОСТ 13744. Аналоги: KEL-F, VOLTALEF, NEOFLON CTFF.
Фторопласт-32Л (Ф-32Л), ГОСТ 6-05-432 — сополимер трифторхлорэтилена и фтористого винилидена. Растворим в кетонах, сложных эфирах, тетрагидрофуране.

## Применение
Фторопласты находят самое широкое применение в технике, благодаря своим свойствам. Известно, что фторопласты являются изоляторами тока, и именно из фторопластовой плёнки выполняют первичную обмотку высоковольтных проводов. Применяется фторопласт ещё и при производстве нагревательного кабеля, а также изоляции токопроводящей и нагревательной жил, применяемых для устройства тёплого пола. Также фторопласт является прекрасным антифрикционным и достаточно термостойким полимером, что позволяет применять его в узлах трения без дополнительной смазки. Из фторопласта также делают прокладки и шайбы, и стыкуемые детали никогда не «прихватывает». Детали из фторопласта склеиваются только при обработке склеиваемых поверхностей специальными праймерами, но даже в этом случае качество адгезии не очень высокое. Из фторопласта, в частности, делают шланги гидросистем высокого давления — пластмассовая трубка в стальной оплётке предназначена для долговременной работы с давлением нагнетания гидросистемы до 210 кгс/см². Благодаря высокой химической стойкости из фторопластов изготавливают шланги для перекачки агрессивных жидкостей (концентрированные щёлочи, кислоты), в том числе горячих и под высоким давлением.
Популярное средство обеспечения герметичности сантехнических соединений — ФУМ (фторопластовый уплотнительный материал). Обычно выпускается в виде ленты в мотках (ФУМ-лента), реже в виде нити. Для герметизации ФУМ-ленту наматывают на наружную резьбу, делая витки по часовой стрелке. Благодаря этому при сборке соединения они не размотаются, обеспечив герметичное соединение. ФУМ ленту белого цвета обычно используют для соединения водопроводных труб, желтого цвета для соединения газовых труб.

## Учебники
- Хопин, П. Н.,  Шишкин, С. В. Трибология. — М.: Издательство Юрайт, 2022. — 236 с. — (Высшее образование). — ISBN 978-5-534-14021-7.